# First Blood...Last Cuts
First Blood...Last Cuts är ett samlingsalbum av W.A.S.P., utgivet 1993. När skivan gavs ut 1993 innehöll den de två helt nyskrivna låtarna "Sunset and Babylon" och "Rock and Roll to Death".

## Låtförteckning
1. Animal (Fuck Like A Beast) - (B Lawless)
2. L.O.V.E Machine (remix) - (B Lawless)
3. I Wanna Be Somebody (remix) - (B Lawless)
4. On Your Knees - (B Lawless)
5. Blind In Texas (remix) - (B Lawless)
6. Wild Child (remix) - (B Lawless)
7. I Don't Need No Doctor (remix) - (N Ashford/V Simpson/J Armstead)
8. The Real Me - (P Townshend)
9. The Headless Children - (B Lawless)
10. Mean Man - (B Lawless)
11. Forever Free - (B Lawless)
12. Chainsaw Charlie (Murders In The New Morgue) - (B Lawless)
13. The Idol - (B Lawless)
14. Sunset And Babylon - (B Lawless)
15. Hold On To My Heart - (B Lawless)
16. Rock and Roll to Death - (B Lawless)